# Xã Wheatland, Quận Hickory, Missouri
Xã Wheatland (tiếng Anh: Wheatland Township) là một xã thuộc quận Hickory, tiểu bang Missouri, Hoa Kỳ. Năm 2010, dân số của xã này là 1.055 người.